# لیام برانان
لیام برانان (انگلیسی: Liam Brannan؛ زادهٔ ۱۹ اکتبر ۱۹۸۲) بازیکن فوتبال است.